# Саут-Гейт-Ридж (Флорида)
Саут-Гейт-Ридж (англ. South Gate Ridge) — переписна місцевість (CDP) в США, в окрузі Сарасота штату Флорида. Населення — 6024 особи (2020).

## Географія
Саут-Гейт-Ридж розташований за координатами 27°17′4″ пн. ш. 82°29′48″ зх. д. / 27.28444° пн. ш. 82.49667° зх. д. (27.284499, -82.496645).  За даними Бюро перепису населення США в 2010 році переписна місцевість мала площу 4,68 км², з яких 4,52 км² — суходіл та 0,17 км² — водойми.

## Демографія
Згідно з переписом 2010 року, у переписній місцевості мешкало 5688 осіб у 2514 домогосподарствах у складі 1523 родин. Густота населення становила 1215 осіб/км².  Було 2796 помешкань (597/км²).
Расовий склад населення:
| - 88,9 % — білих - 2,4 % — чорних або афроамериканців - 1,7 % — азіатів - 0,2 % — корінних американців - 0,1 % — вихідців з тихоокеанських островів - 4,6 % — осіб інших рас |

До двох чи більше рас належало 2,0 %. Частка іспаномовних становила 11,9 % від усіх жителів.
За віковим діапазоном населення розподілялося таким чином: 18,7 % — особи молодші 18 років, 63,5 % — особи у віці 18—64 років, 17,8 % — особи у віці 65 років та старші. Медіана віку мешканця становила 44,0 року. На 100 осіб жіночої статі у переписній місцевості припадало 95,7 чоловіків;  на 100 жінок у віці від 18 років та старших — 95,0 чоловіків також старших 18 років.
Середній дохід на одне домашнє господарство  становив 62 392 долари США (медіана — 54 732), а середній дохід на одну сім'ю — 70 373 долари (медіана — 60 440). Медіана доходів становила 36 414 долари для чоловіків та 32 622 долари для жінок. За межею бідності перебувало 8,3 % осіб, у тому числі 5,1 % дітей у віці до 18 років та 9,8 % осіб у віці 65 років та старших.
Цивільне працевлаштоване населення становило 3183 особи. Основні галузі зайнятості: освіта, охорона здоров'я та соціальна допомога — 21,6 %, роздрібна торгівля — 17,6 %, мистецтво, розваги та відпочинок — 16,4 %.